# 波拉茨克
波拉茨克（羅馬化：Polack），又按俄语名译为波洛茨克（羅馬化：Polotsk），是白俄罗斯维捷布斯克州波拉茨克區内的城市及该区的行政中心，该市位于道加瓦河畔。该地在历史上是白俄罗斯的中心地带，也是基辅罗斯被蒙古人击溃以后唯一一个不向金帐汗国纳贡的罗斯公国。但不久以后，波洛茨克公国被立陶宛吞并。直到500年后的叶卡捷琳娜二世时代才和已经统一了俄罗斯帝国合并。